# The Truth About Charlie
The Truth About Charlie és una pel·lícula nord-americana dirigida per Jonathan Demme (el seu setzè film) i protagonitzada per Mark Wahlberg i Thandie Newton. La cinta es va estrenar als Estats Units el 25 d'octubre de 2002. El film és una nova versió de la pel·lícula de Stanley Donen Charada (1963), que va tenir molt èxit en el seu moment.

## Argument
Regina Lambert (Thandie Newton) marxa de vacances a Martinica per escapar del seu ranci matrimoni amb el misteriós Charlie (Stephen Dillane). Allí coneix a l'encantador Joshua Peters (Mark Wahlberg). Quan Regina torna a París s'adona que el seu marit ha estat assassinat i el pis on habitaven està completament buit, igual que el seu compte corrent. A partir de llavors Regina haurà de recuperar els diners perduts i esbrinar la veritat sobre Charlie, però no estarà sola: tres amics del difunt Charlie i Joshua, que es troba a París, l'ajudaran.

## Repartiment
- Thandie Newton com a Regina Lambert.
- Mark Wahlberg com a Joshua Peters.
- Tim Robbins com al senyor Bartholomew.
- Joong-Hoon Park com a Il-Sang Lee.
- Lisa Gai Hamilton com a Lola.
- Christine Boisson com a la comandant Dominique.
- Stephen Dillane com a Charlie.
- Magali Noël com la misteriosa dona de negre

## Crítiques
The Truth About Charlie no va obtenir bones crítiques als Estats Units.